# Richard Hutson
Richard Hutson (* 9. Juli 1748 im Prince William Parish, Province of South Carolina; † 12. April 1795 in Charleston, South Carolina) war ein US-amerikanischer Politiker.
Hutson studierte Jura. Nach seiner Aufnahme in die Anwaltschaft praktizierte er in Charleston. 1776 bis 1779, 1781, 1782, 1785 und 1788 war Hutson Abgeordneter im Repräsentantenhaus von South Carolina. Daneben war er 1778 und 1779 Delegierter zum Kontinentalkongress. Im Jahr 1780 geriet er bei Charleston in britische Kriegsgefangenschaft und wurde im folgenden Jahr freigelassen.
Hutson war von 1780 bis 1782 Mitglied des Legislative Council of South Carolina sowie im Anschluss von 1782 bis 1783 Vizegouverneur (Lieutenant Governor) von South Carolina. 1783 bis 1784 war er der erste Bürgermeister der Stadt Charleston.